# Fornes
Fornes es una localidad y municipio español situado en la parte centro-sur de la comarca de Alhama, en la provincia de Granada, comunidad autónoma de Andalucía. Limita con los municipios de Arenas del Rey, Jayena y Alhama de Granada. Otras localidades cercanas son Pantano de los Bermejales, Agrón y Játar. Cuenta con una población de 531 habitantes (INE 2024). Por su término discurren los ríos Cacín —incluido el embalse de los Bermejales—, Cebollón, Grande y Granada.
El municipio forneño se segregó de Arenas del Rey el 2 de octubre de 2018, y comprende únicamente el núcleo de población de Fornes —capital municipal—, así como los diseminados del Caserío de la Colonia y la Colonia de San Fernando.
Buena parte de su término lo ocupa el parque natural de las Sierras de Tejeda, Almijara y Alhama.

## Símbolos

Escudo de Fornes aprobado en 1996 pero jamás usado

Fornes cuenta con un escudo y bandera propios, aunque estos no están oficializados conforme a la normativa autonómica, lo que no evita su uso generalizado por parte del consistorio, asociaciones, clubes deportivos del municipio y otras administraciones públicas.
Previamente, en 1996, sí se aprobó un escudo más simplificado con tres hornos, que no se llegó a usar en la práctica.

### Escudo
Su descripción heráldica es la siguiente:

Terciado en barra. Primero, de azur (azul), un almendro terrasado en sus colores naturales. Segundo, de gules (rojo), tres granadas de oro (amarillo), rajadas de gules y hojadas de dos hojas de sinople (verde). Tercero, de plata (blanco), un horno de oro, llameante de gules y mazonado de sable (negro). Al timbre, corona real cerrada.

### Bandera
La enseña que viene usando el municipio tiene la siguiente descripción:

Dividida verticalmente en dos mitades, roja al asta y azul al vuelo, separadas por una línea dentada o enclavada, con dos dientes rojos que se internan en el lado azul y dos dientes azules que se internan en el lado rojo. Sobre la mitad roja, el escudo de la entidad, con una altura de un tercio de la altura del paño y con su eje vertical situado a un tercio de la longitud del paño.

## Demografía
Fornes cuenta con una población de 531 habitantes (INE 2024), que se distribuyen de la siguiente manera:
| Unidad poblacional | Hab. |
| ------------------ | ---- |
| Fornes             | 514  |
| diseminado         | 18   |
| TOTAL              | 532  |

### Evolución de la población
| Gráfica de evolución demográfica de Fornes entre 1842 y 2021 |
| |
| Población de derecho según los censos de población del INE Población de hecho según los censos de población del INEEntre el censo de 1981 y el anterior, este municipio desaparece porque se integra en el municipio Arenas del Rey |

## Cultura

### Fiestas
Sus fiestas populares se celebran cada año alrededor del 19 de marzo en honor a San José, patrón de la localidad.
Otro festejo a destacar es la romería de Santiago el sábado más cercano al 25 de julio. Por la mañana se ofrece una misa al patrón de España, después se hace un desayuno con dulces, churros, chocolate y anís. Más tarde las carrozas se dirigen al río y allí se reparte cerveza, sangría, pollo y sardinas. También se hace entrega de premios a las tres mejores carrozas. Por la noche en la plaza de la iglesia se hace una verbena.
En la noche previa al 2 de febrero tiene lugar la celebración de las tradicionales candelarias, donde se hacen diversas hogueras formadas por palés, muebles viejos, etc, que van recogiendo los jóvenes durante las semanas anteriores. Una vez prendidas las hogueras se procede al mancheo, es decir, a girar verticalmente el mancho, que está formado por tocha (esparto seco) y unas cuantas hojas verdes también de esparto. Los manchos tienen forma de tea, siendo el resultado de agrupar gabillas de tocha atándolos longitudinalmente mediante las hojas verdes de esparto. Finalmente se trenza uno de los extremos y se hace un nudo en la punta, de forma que todo el conjunto sea resistente al giro vertical. Para manchear hay que acercar el extremo "barbudo" del mancho al borde de la hoguera hasta que empieza a prender. Entonces se realiza esa especie de "círculos de fuego" característicos del mancheo, que puede durar entre diez y quince minutos en función de su longitud. Esta costumbre está muy extendida por la zona centro-oeste de la provincia de Granada.
El día de San Juan existe la tradición de que salgan por la noche los muchachos a poner rosas, pinchos, zabucos, etc a las muchachas según lo que les quieran decir y al día siguiente muy temprano ir a lavarse la cara a la "vega armas", para conservar la juventud.
También se celebra la noche del 31 de octubre la fiesta de las castañas.

### Colegio
El pueblo de Fornes cuenta con el Colegio Público Rural "La Inmaculada". Actualmente el centro cuenta con 20 alumnos.
El colegio es un centro bilingüe desde hace 13 años.
En él se trabaja la metodología por tareas intentando conseguir un alumnado competencial.

## Información turística
Fornes se sitúa junto a la cola del pantano de los Bermejales, a cuyas orillas se levanta el barrio de La Colonia.
Este pueblo es de origen medieval y aparece nombrado con el nombre de Fórnex en la obra de un geógrafo de Loja llamado Al-Jatib, donde aparece como “sede de distrito con baluarte”. De este, aludido como Hisn Sojaira, el “Castillo de la Roca Pequeña”, no quedan restos visibles hoy día que permitan su localización.
A su vez, nos permite conocer el legado histórico heredado de las diversas culturas que han pasado por estas tierras fronterizas, principalmente la musulmana. Otros espacios, facilitan al visitante las claves para interpretar el agreste paisaje de estas sierras, para así comprender, cómo encuentran refugio numerosas especies exclusivas entre crestas y barrancos.